# Poluição gráfica

Um exemplo de um gráfico contendo poluição gráfica. Este gráfico usa uma grande área e muita "tinta" (muitos símbolos e linhas) para mostrar apenas cinco números difíceis de ler, 1, 2, 4, 8 e 16

Poluição Gráfica, chartjunk ou lixo gráfico refere-se a todos os elementos visuais em diagramas e gráficos que não são necessários para compreender a informação representada no gráfico, ou que distraem o espectador desta informação.
Marcações e elementos visuais podem ser chamados de poluição gráfica se extrapolam o conjunto mínimo de recursos visuais necessários para comunicar a informação de forma compreensível. Exemplos de elementos desnecessários que podem ser chamados de poluição incluem grades muito pesadas ou escuras, texto desnecessário, fontes inadequadamente complexas ou enigmáticas, eixos de gráficos ornamentados e quadros de exibição, imagens, planos de fundo, sombreamento e dimensões desnecessárias.
A presença de poluição gráfica distorce a representação e dificulta a compreensão dos dados reais que estão sendo exibidos. Exemplos desse tipo incluem itens representados em escalas diferentes, fundos ruidosos que dificultam a comparação entre elementos em um gráfico ou efeito 3D em gráficos de linhas e barras.

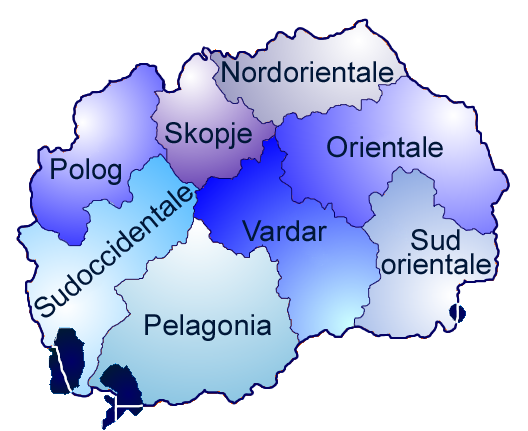
Os gradientes em cada província são considerados poluição gráfica

O termo chartjunk foi cunhado por Edward Tufte em seu livro de 1983 The Visual Display of Quantitative Information. O termo é relativamente recente e é frequentemente associado a Tufte em outras referências.

## Etimologia
O termo chartjunk foi cunhado por Edward Tufte em 1983. O livro foi desenvolvido com base em ideias e materiais desenvolvidos para um curso de estatística de Princeton que Tufte lecionou junto com John Tukey. Em The Visual Display of Quantitative Information, Tufte afirma que o bom design é baseado em princípios de design minimalistas. Ele afirma que “os gráficos revelam dados”  se forem projetados com “integridade gráfica”. Tufte, apoiado em princípios de design minimalista, estava comprometido com valores objetivos e neutros da ciência. Outros pesquisadores argumentam que o minimalismo não é necessariamente objetivo e está cheio de sua própria retórica e potencial de viés.

## Debate sobre o significado
| Prazo                      | Citação     |
| -------------------------- | ----------- |
| embelezamento              | [ 5 ] [ 7 ] |
| anotação excessiva         | [ 8 ]       |
| decoração                  | [ 8 ]       |
| elementos estranhos        | [ 6 ]       |
| ornamentação desnecessária | [ 6 ]       |

Stephen Few, consultor da Perceptual Edge, afirmou que a definição original de poluição gráfica Tufte de era "muito vaga" e que "ao definir poluição gráfica de forma muito ampla, Tufte até certo ponto atraiu a controvérsia acalorada que se alastrou desde então".
Robert Kosara, pesquisador e autor do blog EagerEyes, observou que nem toda amostra de poluição gráfica é igual, alguns são prejudiciais (por exemplo, um fundo ruidoso), outros inofensivos (por exemplo, bordas ou imagens agradáveis), e alguns até útil (por exemplo, anotações).

## Poluição gráfica em pesquisa
A comunidade de pesquisa de visualização de informações pesquisou os efeitos da poluição gráfica em como os espectadores interpretam as visualizações. Houve estudos que descobriram que a poluição aumenta a memorização a longo prazo do gráfico. Um estudo recente descobriu que a poluição gráfica, na forma de ícones semanticamente significativos, aumentou a acessibilidade de gráficos para pessoas com Deficiências Intelectuais e de Desenvolvimento.